# Calendari hebreu
El calendari hebreu o calendari jueu és un calendari lunisolar, és a dir, que es basa tant en el cicle de la Terra al voltant de Sol (any), com en el de la Lluna al voltant de la Terra (mes). La versió actual, per la qual es regeixen les festivitats jueves, fou conclusa pel savi Hil·lel II als voltants de l'any 359, com a reforma del calendari hebreu antic, però no fou aplicada a la pràctica, com a mínim, fins al segle xi. Aquest calendari es basa en un complex algorisme que permet predir les dates exactes de la lluna nova, així com les diferents estacions de l'any, basant-se en càlculs matemàtics i astronòmics, i prescindint de les observacions empíriques que foren vàlides fins aleshores.
En la seva concepció complexa, tant solar com lunar, el calendari hebreu s'assembla al Calendari xinès, sense que es tingui constància de cap influència de l'un sobre l'altre; de la mateixa manera, també hi ha semblances amb el calendari emprat pels pobles de la península aràbiga fins a l'aparició de l'islam al segle vii de l'era cristiana. En canvi, es distingeix del calendari gregorià, d'ampli ús universal, perquè està basat exclusivament en el cicle solar anual, i també del calendari musulmà, que és exclusivament lunar.
El calendari hebreu comença, segons la Bíblia, amb la gènesi del món, que succeí, segons la tradició jueva, el dilluns 7 de setembre de 3760 aC (segons l'era cristiana), data equivalent al dia 1 del mes de Tixrí de l'any 1. D'aquesta manera, l'any gregorià de 2015 equival a l'any hebreu de 5775. Així doncs, per a convertir un any del calendari gregorià al corresponent hebreu, només cal sumar o restar la xifra de 3760 (2015 + 3760 = 5775), o bé, sumar a les tres últimes xifres de l'any hebreu, 1240 (775 + 1240 = 2015).

## Els fonaments del calendari hebreu

### El dia hebreu
El dia del calendari hebreu comença amb la posta de sol i acaba amb la posta de sol següent, o bé, amb l'aparició dels tres primers estels en el firmament. Per motius administratius o empresarials, de vegades es considera actualment les 18.00 hores com a posta de sol.
El costum de veure començar el dia amb la caiguda del crepuscle és tan antiga com la Bíblia mateixa, i es basa en el text bíblic del Gènesi 1:5, que a la fi de cada dia comenta "Hi hagué un vespre i un matí...", del qual s'entén que cadascun dels dies de la creació començaven a la tarda. Encara d'una manera més explícita, com que la Bíblia prescrigué el dejuni del Dia de l'Expiació (el Yom Kippur) cita: "El dia deu del mes setè és el dia de l'Expiació […] Per a vosaltres és un gran dia de repòs i de dejuni. Des del capvespre del dia nou, fins al capvespre de l'endemà, guardareu repòs" (Levític 23:27-32). Des de llavors, és pràctica corrent i antiquíssima que les festes jueves comencin a la posta de sol. I no tan sols aquestes: per exemple, el conegut costum d'alguns indrets de començar la celebració del Nadal amb un sopar el dia anterior, té les arrels en aquesta tradició hebrea mil·lenària.
Cal destacar, no obstant això, que estudis arqueològics han revelat que també a l'antiga Babilònia s'assenyalava el començament del dia al vespre, i s'estima que és aquest l'origen del costum.

### El mes hebreu
El mes del calendari hebreu es basa en el cicle que realitza la Lluna en fer un gir complet al voltant de la Terra, captant des del nostre planeta 4 diferents estats principals de la Lluna: Lluna nova, Quart creixent, Lluna plena i Quart minvant. Aquest cicle dura aproximadament 29 dies i mig. Els antics hebreus en sabien calcular la duració exacta, estimant conforme als seus coneixements astronòmics que el viatge del satèl·lit al voltant del planeta Terra tenia una duració de "29 dies, 12 hores i 793/1080 parts d'hora" (és a dir, 29 dies, 12 hores, 44 minuts i 3,33 segons), essent el seu error de càlcul de mig segon. Com que la quantitat de dies en un mes havia de ser exacta, el calendari hebreu va estipular mesos de 29 i 30 dies intercalats.
Al final d'un mes hebreu, la Lluna resta completament a les fosques i ens és invisible. En començar el quart creixent, es comença a veure, amb prou feines, la lluna com una falç finíssima, que desapareix en l'horitzó minuts després de la posta de Sol: és el començament del mes hebreu. Amb el transcurs dels dies, la part il·luminada de la Lluna que s'aprecia des de la Terra creix gradualment fins a arribar al pleniluni, que marca exactament la meitat del mes. A partir d'aquí, la Lluna torna a empetitir-se durant els dies següents fins a desaparèixer per complet, culminant així el mes del calendari hebreu.
Els noms dels mesos hebreus, tal com els coneixem en l'actualitat, tenen els seus orígens en l'antiga Babilònia, d'on foren adoptats pels jueus allí desterrats pel rei Nabucodonosor II, exili que durà 50 anys (586 aC - 536 aC). Més antigament, els mesos eren denominats tan sols per l'ordre numèric, començant en la primavera (boreal) pel primer mes, Nissan, i culminant amb el dotzè, Adar. Al Pentateuc es menciona Nissan com el primer mes de l'any en haver estat aquell en què el poble d'Israel s'alliberà de l'esclavitud dels faraons d'Egipte: "Aquest mes serà per a vosaltres el primer dels mesos de l'any" (Éxode 12:2). Altres noms de mesos anomenats en determinats llibres de la Bíblia, especialment en el Llibre dels Reis, com el "mes de Ziu" (1 Reis 6:37), o "el mes de bul, que és el mes vuitè" (1 Reis 6:38), i també "el mes d'etanim, que és el mes setè" (1 Reis 8:2), foren segurament presos dels mesos fenicis, ja que són anomenats en el context de les relacions comercials entre el rei Salomó i el Rei Hiram I de Fenícia. Els noms babilònics, que han arribat fins als nostres dies, apareixen per primera vegada en el Llibre d'Ester i en els llibres d'Esdres i Nehemies, i foren adoptats així mateix per altres idiomes, com el turc modern (Nisan = Abril; Temuz = Juliol; Eylül = Setembre).
La duració dels mesos hebreus oscil·la entre els 29 i els 30 dies de la següent forma:
1. Tixrí (30 dies) (תשרי) - cau aproximadament en Setembre o Octubre
2. Heixvan (29 o 30 dies) (חשוון, anomenat també Marheixvan - מרחשוון) - Octubre o Novembre
3. Quisleu (30 o 29 dies) (כסלו) - Novembre o Desembre
4. Tevet (29 dies) (טבת) - Desembre o Gener
5. Xevat (30 dies) (שבט) - Gener o Febrer
6. Adar (29 dies) (אדר) - Febrer o Març
7. Nissan (30 dies) (ניסן) - Març o Abril
8. Iar (29 dies) (אייר) - Abril o Maig
9. Sivan (30 dies) (סיוון) - Maig o Juny
10. Tammuz (29 dies) (תמוז) - Juny o Juliol
11. Av (30 dies) (אב, també anomenat Menahem Av - מנחם אב) - Juliol o Agost
12. Elul (29 dies) (אלול) - Agost o Setembre

### L'any hebreu

#### Caps d'any
L'any hebreu, antigament començava amb el mes de Nissan, anomenat en la Bíblia "el primer mes" (Èxode 12:2), i concloia al mes d'Adar. Més endavant va prevaler la concepció del començament de l'any al mes de Tixrí, amb la primera lluna nova de tardor i la festivitat de Roix ha-Xanà (ראש השנה, literalment "cap d'any"), finalitzant l'any amb el mes d'Elul, tal com regeix el calendari hebreu fins als nostres dies.
Des del punt de vista religiós, el calendari hebreu compta amb 4 "caps d'any" diferents, essent cadascun d'ells el començament del compte anual per a diferents finalitats:
- 1 de nissan, és el cap d'any d'acord amb el compte bíblic, commemora la sortida d'Egipte. A més, era el principi d'any per als reis, de manera que, encara que un rei d'Israel prenguera el tron el 29 del mes d'Adar, perquè l'endemà era el primer de Nissan, es considerava el seu segon any de regnat.
- 1 d'elul, el cap d'any per a realitzar el compte del delme de bestiar a apartar segons les prescripcions religioses.
- 1 de tixrí, el cap d'any segons el calendari hebreu modern. Teòricament l'any comença amb la primera lluna nova de tardor (però hi ha diverses excepcions); es commemora l'aniversari de la Creació del món, i era a més, la data amb la qual començava el comptatge dels anys: els anys sabàtics (cada 7 anys, en el qual les terres quedaven sense cultivar i en guaret), i els jubileus (cada 50 anys, en el qual prescrivien els deutes i els esclaus quedaven en llibertat).
- 15 de xevat, el cap d'any dels arbres, essent aquesta la data del seu despertar després de la letargia hivernal.

#### Tipus d'any

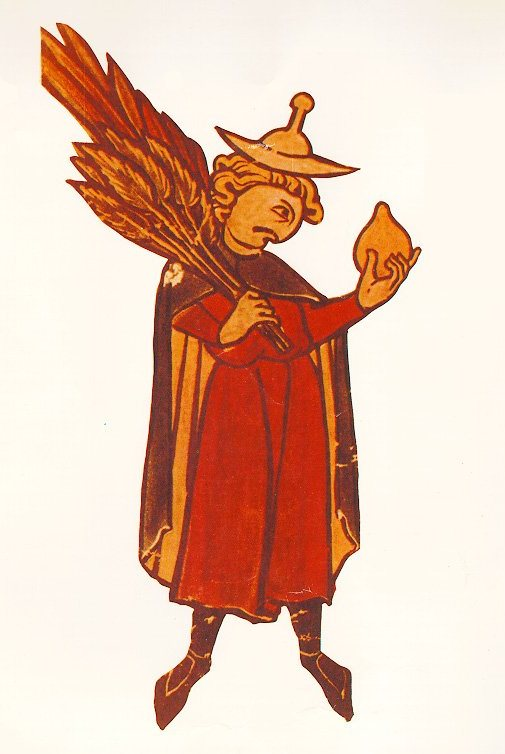
Detall d'un calendari hebreu medieval, en el qual es pot veure un jueu portant les branques de palma (lulavim) i una llimona (etrog) durant la festa de Sukkot

Un any hebreu inclou un cicle complet de les quatre estacions de l'any, i a la vegada, ha de comptar amb un nombre exacte de mesos lunars. D'aquesta manera, l'any hebreu tant pot tenir 12 mesos (any simple), com 13 (any de traspàs, o en hebreu שנה מעוברת, "any prenyat").
A la vegada, la duració en dies de l'any hebreu és molt variable. El cicle setmanal, i molt especialment la santedat de la festivitat del dissabte -que es considera la més sagrada de les celebracions jueves, superada tan sols pel Yom Kippur o "Dia de l'Expiació", precisament també denominat xabbat xabbaton (שבת שבתון), "dissabte de dissabtes"- imposa una sèrie d'ajusts al calendari hebreu que han d'adaptar-se a les necessitats derivades del dissabte, en primer lloc, i després a altres festivitats i ritus jueus.
D'aquesta manera, es proposa en el calendari hebreu impedir que certes celebracions se superposin o fins i tot es contradiguin entre si. El primer cas seria la gran inconveniència que suposaria que coincidís el dissabte, en el qual es prohibeix cuinar, i immediatament abans o després d'ell, el Yom Kippur, en què els feligresos observen un dejuni rígid. En el terreny de les contradiccions, no seria lògic que l'últim dia de la Festa de les Cabanes (סוכות, Sukkot), la qual té entre els seus preceptes agitar vigorosament els lulavim o branques de palma, coincidís en dissabte, en què aquesta activitat està expressament prohibida per ser una de les 39 activitats prohibides el setè i últim dia de cada setmana (Misnà, Tractat del Xabbat, 7:2).
Per a compensar el desfasament de la imposició que aquesta regla pot portar en el delicat equilibri del calendari, i un cop finalitzat el mes de tixrí, durant el qual se succeeixen les principals festes jueves, i especialment aquelles que comporten els problemes que el calendari ha de resoldre (Roix ha-Xanà, Yom Kippur, Sukkot), es torna a balancejar el calendari, afegint-hi un, dos o tres dies en els mesos següents a tixrí: els mesos d'heixvan i de quisleu.
D'aquesta regla sorgeix que existeixen tres tipus d'any en el calendari hebreu:
- Any mancant (שנה חסרה, xanà haserà), en el qual tant el mes d'heixvan com el de quisleu tenen 29 dies cadascun; per tant, aquest any compta amb 353 dies.
- Any regular (שנה כסדרה, xanà kesidrà), en el qual heixvan té 29 dies i quisleu 30; per tant, resulta un any de 354 dies.
- Any complet (שנה שלמה, xanà xelemà), en el qual tant heixvan com quisleu compten amb 30 dies cadascun; per tant, es tracta d'un any amb 355 dies en total.

A la vegada, els anys de traspàs respectius a cadascun dels tipus d'anys detallats, tenen afegit el mes d'Adar "A" que sempre compta amb 30 dies. És a dir, existeixen tres duracions possibles d'anys de traspàs: 383, 384 o 385 dies.
|             | Any simple | Any embolismal |
| Any mancant | 353 dies   | 383 dies       |
| Any regular | 354 dies   | 384 dies       |
| Any complet | 355 dies   | 385 dies       |

El calendari hebreu torna a repetir el seu cicle, tenint en compte les variacions en dies, mesos i anys, una vegada cada 247 anys, amb una petita diferència de 50 minuts entre ambdós. Perquè la repetició entre dos anys sigui perfecta, han de transcórrer entre l'un i l'altre 689.472 anys.

#### L'any de traspàs, embolismal o "prenyat"
Avui en dia, se sap que les estacions de l'any es deuen al moviment de translació de la Terra al voltant del Sol; aquest cicle, s'anomena en astronomia any tròpic (365 dies, 5 hores, 48 minuts i 44 segons). En ser l'any tròpic sensiblement més llarg que l'any lunar de 12 mesos (354 dies, 8 hores i 49 minuts), s'aniria desplaçant la Pasqua jueva indefectiblement cap a l'hivern, contràriament al precepte bíblic. Per evitar-ho, s'afegeix un tretzè mes en finalitzar l'any, cada vegada que la diferència acumulativa entre l'any solar i el lunar, d'uns 11 dies per any, arriba a formar un mes complet.
L'any hebreu de traspàs és un any de 13 mesos, anomenat en hebreu xanà meübéret (שנה מעוברת, "any prenyat" o embolismal), metaforitzant el més afegit com si fos un fetus d'una dona en estat; i d'aquí que els mètodes d'institució d'aquest any, s'anomenin ibur (de l'hebreu עיבור, "prenyament"), i en català embolismal. L'embolisme del calendari hebreu consisteix a duplicar el mes d'Adar, de manera que s'intercala un nou més de 30 dies, anomenat Adar àlef (אדר א, "Adar A"), abans del mes d'Adar original, que passa a ser Adar bet (אדר ב, "Adar B"). La principal raó per la qual fou escollit per a la seva duplicació és per ser un mes immediatament anterior a Nissan, el mes de la primavera, el de la sortida d'Egipte i en el qual se celebra la Pasqua, Péssah (פסח), segons indica la Bíblia: "En el mes d'abib (=primavera) no deixis de celebrar la Pasqua en honor del Senyor, el teu Déu, perquè una nit del mes d'abib ell et va fer sortir d'Egipte" (Deuteronomi 16:1). Un altre motiu rau en el fet que Adar era antigament l'últim mes de l'any, i històricament es preferia fer l'afegit a finals d'any. Això s'assembla al que succeí amb el 29 de febrer, afegit justament allí perquè antigament era febrer l'últim mes de l'any romà.
El mètode original d'embolisme, desenvolupat al llarg del segle vi aC, establia que s'hauria d'afegir un mes més, en tres anys de cada cicle de vuit. En el segle v aC, es va perfeccionar el sistema, estipulant-se que el més afegit s'hauria de fer en set anys per a cada cicle de dinou. S'estima que aquestes tècniques tenen les seves arrels en els coneixements d'astronomia dels babilonis, molt avançats a la seva època, i de l'astrònom grec Metó (segle v aC), i són acceptades fins avui. Segons les observacions de Metó, cada 19 anys (cicle de Metó), les llunes noves i la resta de fases de la lluna tornen a coincidir els mateixos dies de l'any (amb una diferència d'una hora i mitja aproximadament). D'això se'n dedueix que cada 19 anys coincidiran entre si les dates del calendari hebreu i el gregorià. Tot i així, pot existir un petit desfasament d'un o dos dies, a causa de moviments en el calendari hebreu per motius religiosos.
L'any 359, el savi Hil·lel II va perfeccionar els càlculs i mètodes coneguts, i va establir els mecanismes d'embolisme de l'any emprats fins al dia d'avui, que han estat corroborats per les últimes i més modernes observacions astronòmiques. Aquests càlculs ja eren coneguts des de fa centenars d'anys, però fins aleshores es preferien els mètodes empírics per establir el començament del mes (visualització del naixement de la lluna), el començament de la primavera (basant-se en la maduració de les messes), i l'arribada de l'equinocci de primavera (moment en què el dia i la nit tenen la mateixa duració), mentre que els anuaris eren emprats solament en cas d'impediments, com en els dies nuvolosos.
Es creu que la raó per la qual Hil·lel II va publicar el calendari hebreu tal com es fa servir des dels seus temps fins als nostres dies, prové d'una de les decisions preses pel cristianisme en el primer Concili de Nicea, celebrat l'any 325, a instàncies de l'emperador Constantí I el Gran. Segons la tradició cristiana, Jesús de Natzaret fou crucificat el Divendres Sant, coincident amb el divendres de la Pasqua jueva. El Concili decidí desvincular-se del judaisme també en aquest aspecte, i prescindir de la necessitat d'esbrinar any rere any, la data exacta de la Pasqua jueva. A tal efecte, s'estipulà que el primer dia de la Pasqua cristiana, el Diumenge de Rams, se celebrés el primer diumenge després de la lluna plena, immediatament després de l'equinocci de primavera. De totes maneres, la decisió de Nicea va despertar el temor entre els jueus de l'època, que els cristians els prohibissin anunciar els començaments de mes i els embolismes de cada any, indispensables per al normal discorrement de la vida jueva. I d'aquí la necessitat d'un calendari preestablert per endavant i acceptat per totes les diàspores del poble jueu.
Un any tròpic, o circumval·lació de la Terra al voltant del Sol, triga 12,368 cicles lunars, o voltes que efectua la Lluna al voltant del nostre planeta. Això implica que 19 anys tròpics, equivalen a 234,992 cicles de la Lluna, un nombre pràcticament enter. Des d'aquesta base, s'estableix que cada 19 anys, hi haurà 235 mesos, ó 12 anys comuns (de dotze mesos), i 7 anys embolismals o "prenyats" (de tretze mesos): els anys número 3, 6, 8, 11, 14, 17 i 19 de cada cicle de dinou anys. Per a saber si un determinat any hebreu és o no és embolismal, s'ha de dividir pel nombre 19; si el quocient obtingut per la divisió ens deixa un residu amb un nombre de la següent sèrie: 0, 3, 6, 8, 11, 14 o 17, llavors es tracta d'un any de 13 mesos. D'aquesta manera, l'any hebreu 5765 (equivalent al gregorià de 2005), en dividir-lo per 19 en dona 303 enters, i un residu de 8 (5765/19 = 303 + 8/19). Per això, l'any 5765 fou embolismal, i com a tal, se li afegí el mes d'Adar "A" abans del mes d'Adar (el qual s'anomenà Adar "B").

### La setmana en el calendari hebreu
El calendari hebreu no solament combina l'any solar i el mes llunar, sinó que ambdós cicles complementats han de conviure reeixidament també amb el cicle setmanal de set dies, el qual, segons alguns autors, pot ser l'origen de la setmana en el calendari civil actual.
Els dies de la setmana hebrea es basen en els sis dies de la Creació, segons relata el primer capítol del Gènesi, essent el seu nom el mateix que els adjudica la Bíblia, que són simplement els noms dels nombres ordinals en hebreu, del primer al sisè -denominació que també existeix, per exemple, en la llengua portuguesa, excepte en el diumenge, però que en la majoria de les llengües occidentals, s'han adoptat noms de diverses deïtats per als dies de la setmana- i en el setè dia, en el qual Déu descansà de la seva tasca (Gènesi 2:1-3): el Sàbat (de l'hebreu שבת, xabbat, descans), nom que fou adoptat per una bona part de les llengües (català dissabte, castellà sábado, francès samedi, italià sabato, portuguès sábado, alemany samstag, polonès sobota, grec sàvvato, àrab asSabt, indonesi sabtu, romanès sâmbătă). Així doncs, i basant-se en el relat bíblic, la setmana hebrea comença el diumenge (יום ראשון, yom rixon, "el dia primer") i acaba el dissabte, dia dedicat al descans.